# 潘隆
潘隆（1436年—？），字逢吉，直隸大同中屯衛人，軍籍，明朝政治人物。進士出身。

## 生平
早年出身國子生，順天府鄉試第十八名。成化十一年（1475年）乙未科會試第一百九十七名，殿試登進士第三甲第五十名。

## 家族
曾祖父潘彥可。祖父潘敏學。父亲潘智。